# Sapi
Sapi – rzeka w Zimbabwe, dopływ Zambezi w połowie drogi między Chirundu i Kanyembą. Przepływa przez Park Narodowy Mana Pools. W jej dorzeczu utworzono strefę safari Sapi, w 1984 roku wpisaną wraz z parkiem na listę światowego dziedzictwa UNESCO.